# Новоросійська районна електростанція
Новоросійська районна електростанція НоворЕС - теплова електростанція, розташована у Східному окрузі Новоросійська. 

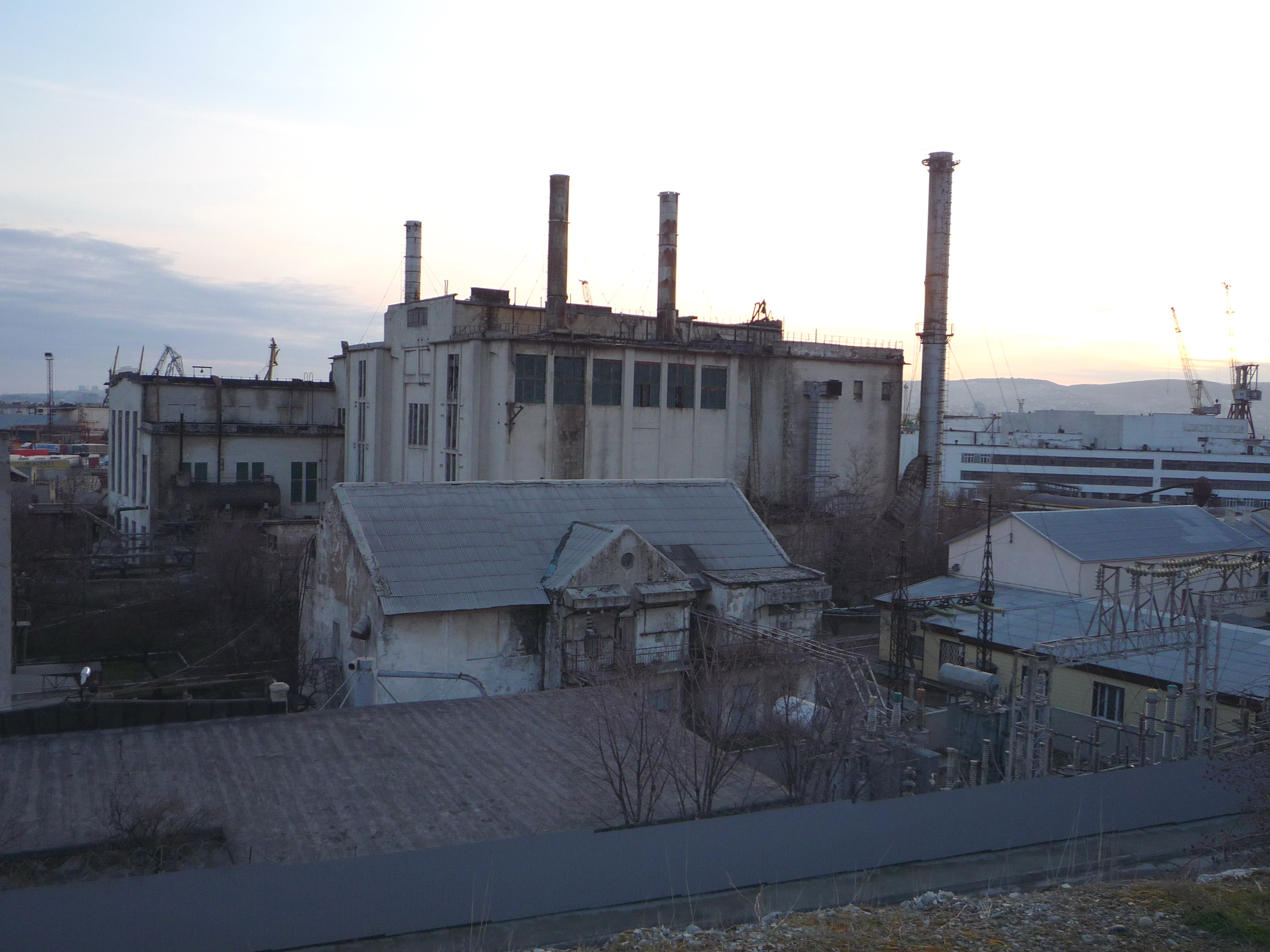
Будівля електростанції

## Історія створення експлуатації
Будівництво станції було розпочато в 1927 відповідно до плану електрифікації Кубані. На станції встановлено чотири парогенератори конструкції Л. К. Рамзина і два турбоагрегати. У 1930 електростанція введена в експлуатацію, маючи на той момент потужність 22 МВт. У 1951 на електростанції були змонтовано й уведено експлуатацію п'ятий котел і третій турбогенератор, потужністю 10 МВт. У 1955 станцію повністю переведено на газове опалення. Робота всіх трьох турбогенераторів тривала до 1982, коли з експлуатації були виведені перші два турбоагрегати, третій був зупинено лише в 1986.

### Історична роль
У 1930-ті роки НоворЕС забезпечувала електроенергією Новоросійськ з околицями і Кримськ, тим самим забезпечивши можливість індустріалізації Новоросійська. У 1970-ті виконувала важливу роль резервного джерела енергопостачання під час поривів високовольтних ЛЕП через важкі погодні умови.

### Сьогодення
1986 — сьогодення НовороЕС використовується як котельна, що обігріває сусідні підприємства і житлові будинки. Існують плани відновлення її як паротурбінної або газотурбінної електростанції на газовому опаленні, ймовірність реалізації яких дуже низька як через відсутність коштів міському бюджеті на настільки великий проект, так і з припинення важких перебоїв в електропостачанні Новоросійська.